# Khalid El Boukarai
 (septembre 2017).
Khalid El Bouakri est un homme politique marocain né en 1974. 
Il est actuellement[Quand ?] député et secrétaire général du mouvement de la Jeunesse du Parti de la justice et du développement (PJD).

## Biographie
Khalid El Bouakri est né en 1974 dans la région de Taza (nord du Maroc). Très tôt, il fréquente le mouvement et milite au sein d’un syndicat étudiant à coloration conservatrice et démocrate. Puis il se rapproche du mouvement conservateur Unicité et Réforme (MUR). C'est à la fin des années 1990 qu'il rejoint le PJD.
Il est député de la circonscription de El Hajeb depuis 2011 et a été réélu en 2016 (mandat jusqu'en 2020). Il siège à la Commission des affaires étrangères, de la défense nationale, des affaires islamiques et des MRE.
Khalid El Boukarai est le secrétaire général du mouvement Jeunesse du Parti de la justice et du développement (PJD).